# إثيل بليس بلات
إثيل بليس بلات (بالإنجليزية: Ethel Bliss Platt)‏ هي لاعبة كرة مضرب أمريكية، ولدت في 25 أكتوبر 1881 في إنغلوود في الولايات المتحدة، وتوفي بنفس المكان في 1 يونيو 1971.